# Dystrykt Santarém
Dystrykt Santarém (port. Distrito de Santarém IPA: /sɐ̃tɐ'ɾɐ̃ĩ/) – jednostka administracyjna pierwszego rzędu w środkowej Portugalii. Ośrodkiem administracyjnym dystryktu jest miasto Santarém. Położony jest na terenie regionu Centrum i częściowo Alentejo, od północnego zachodu graniczy z dystryktem Leiria, od północnego wschodu z dystryktem Castelo Branco, od wschodu z dystryktem Portalegre, od południa z dystryktem Évora i dystryktem Setúbal a od zachodu z dystryktem lizbońskim. Powierzchnia dystryktu wynosi 6747 km², zamieszkuje go 475 344 osób, gęstość zaludnienia wynosi 70 os./km².
W skład dystryktu Santarém wchodzi 21 gmin:
- Abrantes
- Alcanena
- Almeirim
- Alpiarça
- Benavente
- Cartaxo
- Chamusca
- Constância
- Coruche
- Entroncamento
- Ferreira do Zêzere
- Golegã
- Mação
- Ourém
- Rio Maior
- Salvaterra de Magos
- Santarém
- Sardoal
- Tomar
- Torres Novas
- Vila Nova da Barquinha